# Guinea Grass
Guinea Grass é uma cidade do distrito de Orange Walk, Belize. No último censo realizado em 2000, sua população era de 2.510 habitantes. Em meados de 2005, a população estimada da cidade era de 2.900 habitantes.